# Schwertfeger

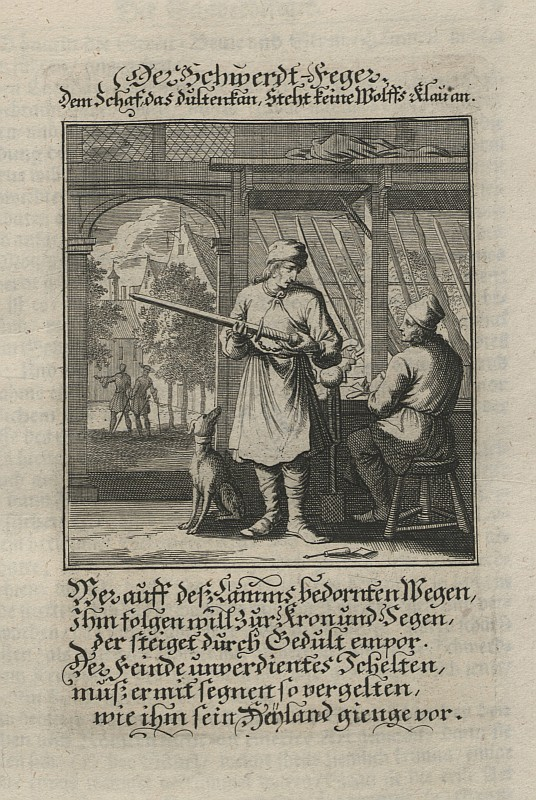
Beschreibung eines Schwertfegers (Schwerdt-Feger) aus einem Ständebuch von 1698

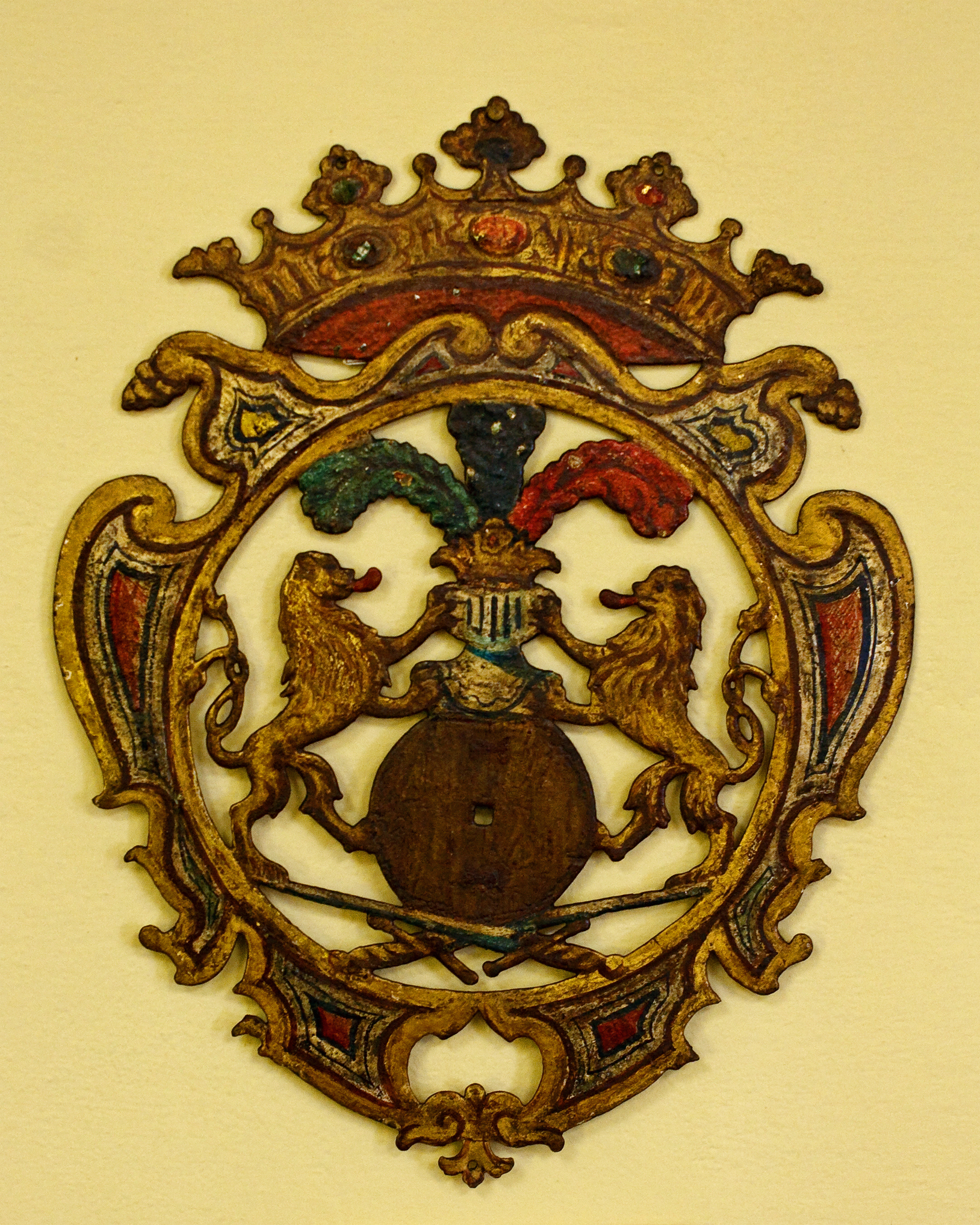
Zunftzeichen aus der Barockzeit (Museum der Stadt Steyr)

Als Schwertfeger (auch Schwerdtfeger) wird heute ein Schmied bezeichnet, der die Endmontage von Schwertern, Degen, Säbeln, Dolchen und ähnlichen Waffen vornimmt. Er setzt Klinge und Gefäß zusammen, schützt sie mit Fett gegen Korrosion und fügt sie in ihre Scheide. Teilweise wurden auch die Messerscheiden vom Schwertfeger gefertigt.

## Geschichte
Die ursprüngliche Bedeutung der Bezeichnung Schwertfeger war jedoch eine andere. Nachdem Schmied und Härter ihre Arbeit getan hatten, war es die Aufgabe des Schwertfegers, das Schwert oder die Klinge blankzufegen, sie auf einem Schleifstein blank zu schleifen und ggf. zu polieren. Zum Polieren setzte er Polierstähle, Polierachate, Schmirgelpulver und Polierhölzer ein.
Vor dem Hochmittelalter schliffen die Schmiede die Klingen ihrer Schwerter selbst. Seit dem 12. Jahrhundert war dann das Handwerk der Schwertfeger zu finden. Die Schleifer saßen oder standen an einem rundumlaufenden Schleifstein. Kleinere wurden mit einem Fußbrett, größere durch Kurbeln angetrieben. Seit dem 14. Jahrhundert wurden Schleifsteine bis zwei Meter Durchmesser durch Wasserkraft angetrieben.

## Andere Länder
In Japan wird der Schleifer und Polierer von Klingen, insbesondere von Katanas, Wakizashis und Tantos, Togishi genannt.

## Heutige Nachnamen
Vom Beruf des Schwertfegers leiten sich die heute gebräuchlichen Nachnamen Schwerdtfeger, Schwertfeger, Feger und Föger ab.